# La Robellada
La Robellada (San Antoniu en asturiano y oficialmente) es un lugar y una parroquia del concejo de Onís en la comarca de Oriente, Principado de Asturias, España.

## Geografía
Dedicada a San Antonio, la parroquia tiene una extensión de 14,53 km² y se emplaza en el extremo oriental limítrofe con Cabrales. Tiene una población de 143 habitantes repartidos entre sus dos núcleos de población. En sus términos nace el río Güeña.  
Cuenta con dos entidades: 
- El Pedrosu. Con 16 habitantes en 2022 (9 hombres y 7 mujeres). Posee una pequeña capilla con pórtico y espadaña dedicada a San Julián.
- La Robellada. Se asienta en una ladera orientada al sur, en las estribaciones de la Sierra de Hibeo, a una altitud de 380 m, al norte de la carretera  AS-114  y cerca del alto de Ortiguero. Se encuentra a 4,2 km de Benia de Onís, la capital del concejo. Su población es de 127 habitantes. Su caserío, de arquitectura tradicional, con balcones entre cortafuegos, se adapta a la pendiente y se distribuye entre pequeños grupos de dos a cuatro viviendas. La Iglesia de San Antonio, reconstruida tras su destrucción en la guerra civil, responde a un tipo popular, con una nave única, portada lateral de arco de medio punto, pórtico lateral y a los pies, y espadaña. Antes, se celebraba San Antonio el 13 de junio; ahora a la Virgen de la Esperanza el 27 de septiembre.

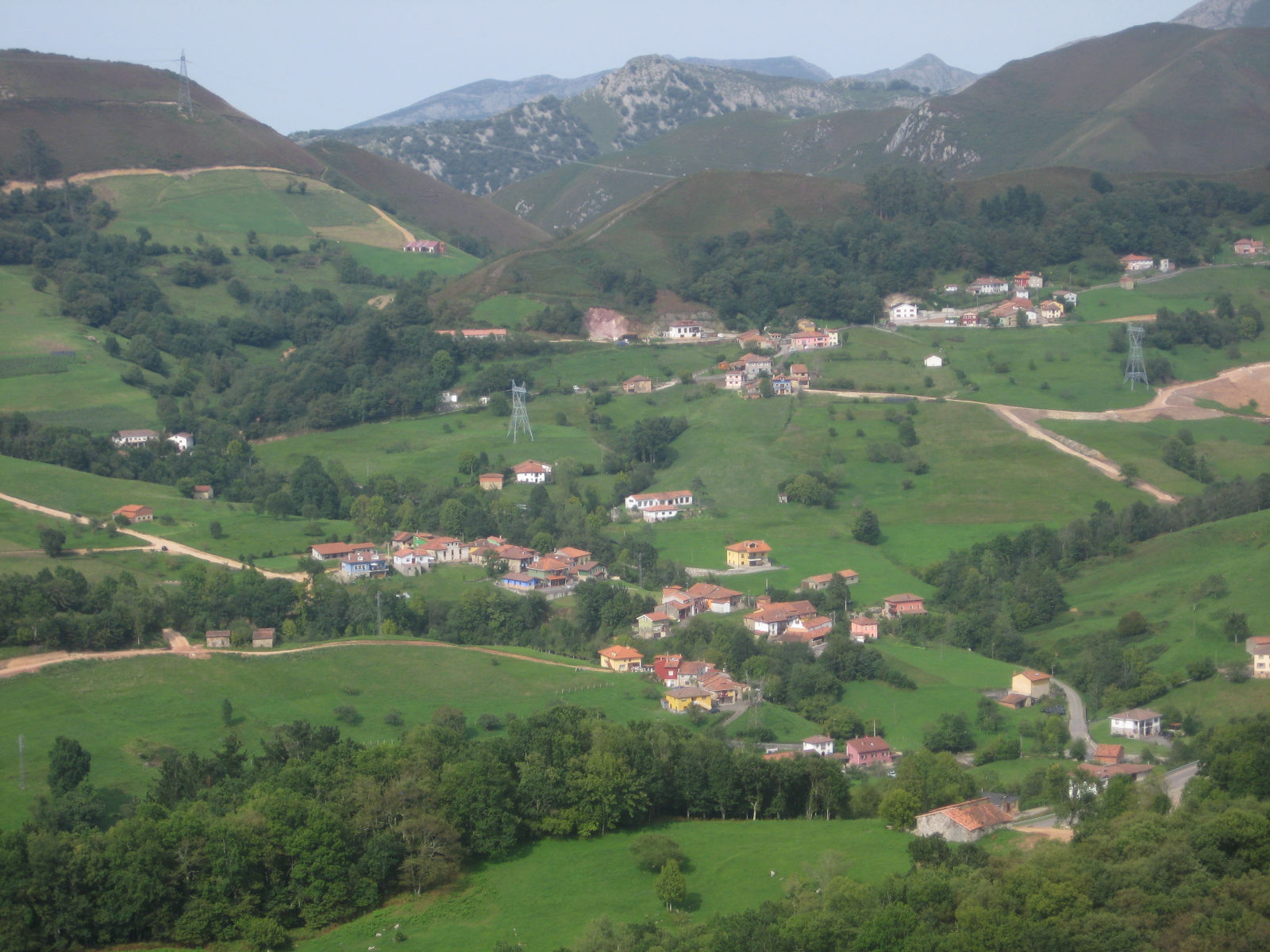
Vista de La Robellada

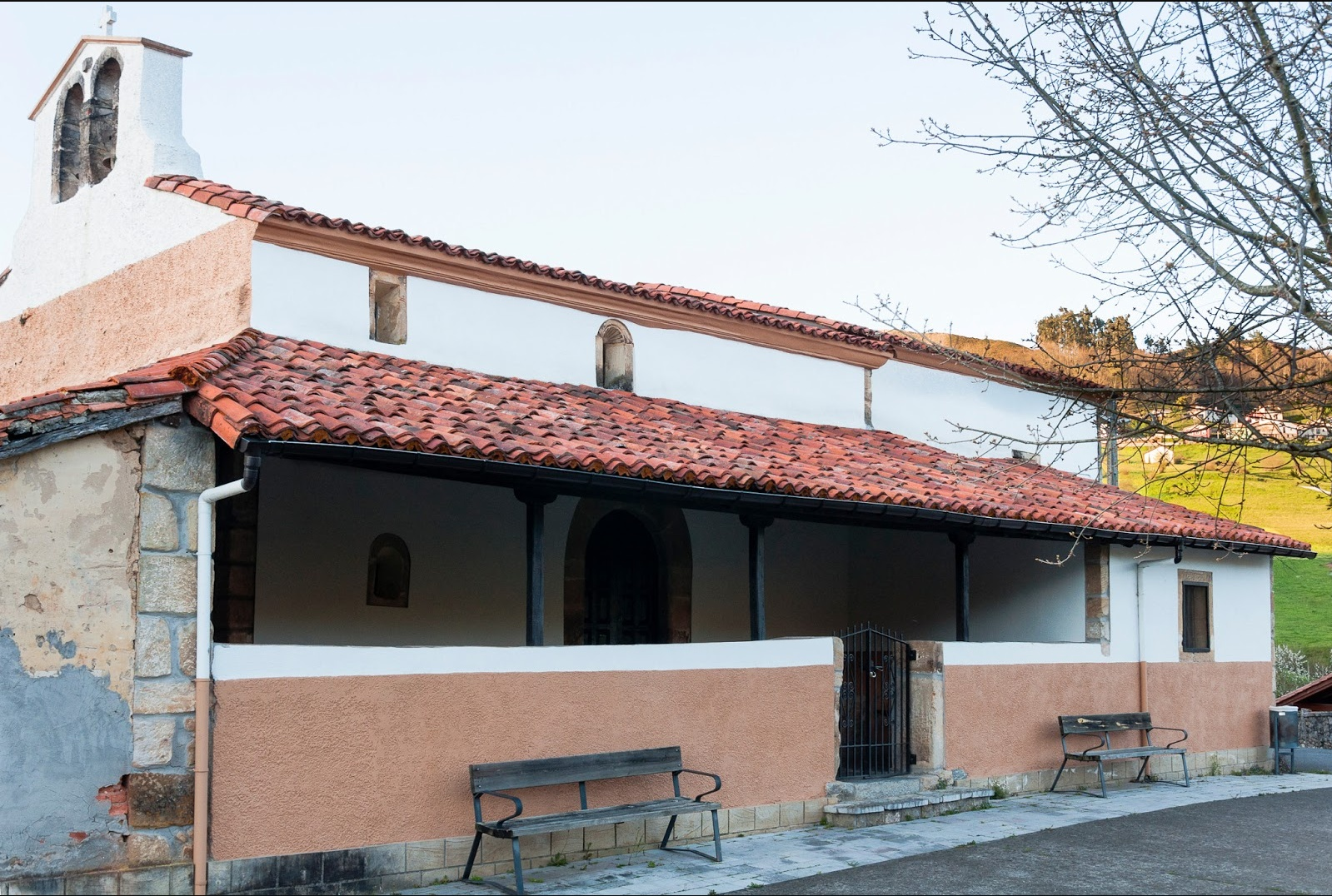
Iglesia parroquial de San Antonio

## Demografía
Según los últimos datos recogidos del año 2022, La Robellada (lugar) cuenta con una población de 127 habitantes (63 hombres y 64 mujeres).   
A continuación, se muestra la evolución demográfica desde el año 2000:  
| Gráfica de evolución demográfica de La Robellada entre 2000 y 2022                       |
|                                                                                          |
| Fuente: Instituto Nacional de Estadística de España - Elaboración gráfica por Wikipedia. |